# 2NE1
2NE1 (кор. 투애니원, читається як англійське «To Anyone») — південнокорейський дівчачий гурт, створений агентством YG Entertainment у 2009 році. Складався з чотирьох учасниць: CL, Бом, Дари та Мінзі. Гурт офіційно розформували наприкінці 2016 року. Відомий руйнуванням типових стереотипів крор, експериментами з музикою, модою та сценічними виступами, також визнані за поширення особливого стилю дівочих гуртів у музичній індустрії та стали однією з провідних фігур Корейської хвилі.

## Назва
Спочатку гурт називався «21», проте назву змінили на «2NE1» після того, як було знайдено виконавця з таким самим сценічним псевдонімом. Назва корейською мовою відповідає англійській вимові «to anyone» та поєднує в собі фрази «21st century» та «New Evolution».Тож, назва гурту — акронім від «New Evolution of the 21st Century», що означає — «Нова еволюція 21-го століття». Фандом гурту мав назву «Блекджек» (англ. «BlackJack»).

## Кар'єра

### 2008—2010: Рання робота, дебют та комерційний успіх

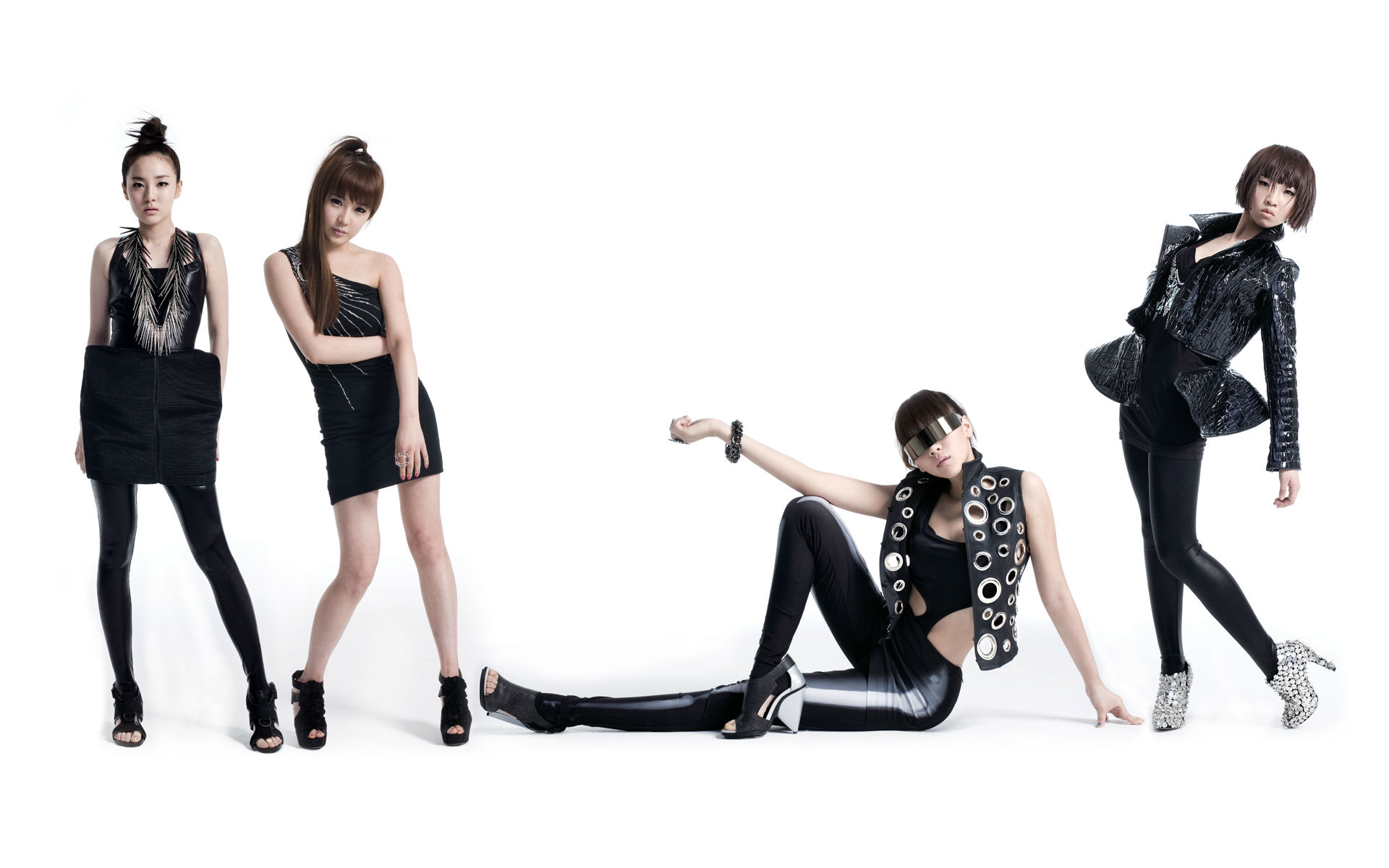
2NE1 просувають їхній дебютний мініальбом, 2009 рік.

У травні 2008 року в південнокорейських ЗМІ з'явилися перші повідомлення про потенційний склад майбутнього дівочого гурту YG Entertainment, який тоді назвали «жіночий Big Bang». 19 травня агентство повідомило, що Пак Бом і CL, які раніше вже з'являлися на сцені, разом з Мінзі стануть частиною нового гурту, в кінцевому варіанті приєдналася Сандара Пак.
На початку 2009 року YG підтвердили офіційно, що у складі гурту дебютують чотири учасниці. В травні того ж року, ставши першою дівочою групою, що дебютувала під керівництвом агентства з часів Big Mama у 2003. Компанія заявила, що вони готувалися протягом чотирьох років і що їхній дебютний альбом міститиме пісні, спродюсовані колишнім лідером 1TYM Тедді Паком.
У першому мініальбому гурту, 2NE1 (2009), було два сингли. Перший, «Lollipop», був записаний з їхніми колегами по лейблу, Big Bang та випущений 27 березня 2009 року для просування телефону LG Cyon. Попри те, що було знято музичне відео, «Lollipop» не просували через пряму рекламу продукту, що створило проблеми з потраплянням до музичних чартів Південної Кореї. Другий сингл, «Fire», вийшов у травні, його написав і спродюсував Тедді Пак з 1TYM; він містить елементи хіп-хопу та регі. На «Fire» було знято два відеокліпи: «спейс» та «стріт» версія. За 24 години після виходу, обидва відео набрали понад мільйон переглядів, з чим «ніколи раніше не стикалися». Згодом, «Fire» та «2NE1» стали популярними пошуковими термінами в Інтернеті. Останній сингл, «I Don't Care», випустили у липні, разом з першим однойменним мініальбомом. Промоакції, продемонстрували м'якший, більш жіночний образ гурту, що контрастував з різким тоном, що був у «Fire». «I Don't Care» стала найбільш завантажуваною піснею того місяця, а музична платформа Bugs назвала її найбільш завантажуваною піснею року. Пісня очолила чарт платформи, а чотири інші сингли потрапили в топ-100, що зробило 2NE1 групою з найбільшою кількістю топ-100 пісень на Bugs у 2009 році. У січні 2010 року «I Don't Care» посіла перше місце в чарті популярності Cyworld за підсумками 2009 року, ставши третім поспіль треком гуртів YG, що очолив щорічний список.

Просувальна фотосесія для «Can't Nobody» у 2010 році.

Хоча учасниці гурту записували та випускали сольні пісні до кінця 2009 року, 2NE1 також виконали регі-версію «I Don't Care» на Inkigayo у вересні; регі-версія стала доволі популярною й тому 3 вересня була випущена як цифровий сингл. Завдяки успіху синглів, наступного року продажі 2NE1 досягли 120,000 одиниць. У 2009 році, гурт виступив на шостому Asia Song Festival, представивши Корею, з трьома іншими гуртами та отримавши Asian Newcomer Award.
У лютому 2010 року гурт випустив, без анонсу, пісню «Try to Follow Me», для просування мобільного телефону Samsung Corby. Пісня заняла перше місце в цифровому чарті Gaon. У середині 2010 року, 2NE1 відвідали Лос-Анджелес та Лондон, аби записати англомовні пісні для американського дебютного альбому з музичним продюсером Will.i.am з гурту Black Eyed Peas, на перших сесіях зробивши 10 пісень. 9 вересня гурт випустив свій перший альбом To Anyone. Він дебютував на сьомій сходинці чарту альбомів Billboard та зібрав 120 000 передзамовлень до його виходу. Деякі з дванадцяти треків альбому випустили як сингли, а трійка хітів «Clap Your Hands», «Can't Nobody» та «Go Away» випустили в альбомі альбомом. 2NE1 були першим гуртом в історії кпопу, у якого три сингли з одного альбому очолили різні музичні чарти, а також стали першими, хто очолили хіт-парад Inkigayo протягом чотирьох тижнів поспіль. 31 жовтня вийшов кліп на четвертий сингл з альбому, «It Hurts (Slow)», присвячений Геловіну. 26 листопада вийшов п'ятий трек, «Don't Stop the Music», пісня, що підписана «спеціальний подарунок для тайських шанувальників», також використали як підтримку гурту Yamaha Fiore.

### 2011—2012: Японський дебют, міжнародний прорив та перші тури
19 січня 2011 року японський цифровий рітейлер — Recochoku випустив англомовну версію «Can't Nobody» як рингтон та гудок дзвінка. Наступного місяця музичне відео на пісню було доступне для завантаження через iTunes Japan. 9 березня дебютний японський сингл гурту «Go Away» випустили як рингтон; пізніше його використали як тематичну пісню для японської TV програми Mezamashi TV. 16 березня 2011 року В Японії випустили перший корейський мініальбом гурту 2NE1, однак промоакції були скасовані, через землетрус та цунамі в Тохоку. 2NE1 дебютував на 24 місці в чарті Oricon, продавши 3860 копій за перший тиждень. Плани їхнього японського дебюту на Music Station відклали через землетрус, однак гурт взяв участь у кампанії Naver «Pray for Japan» разом з іншими корейськими знаменитостями, щоб зібрати кошти для жертв землетрусу.

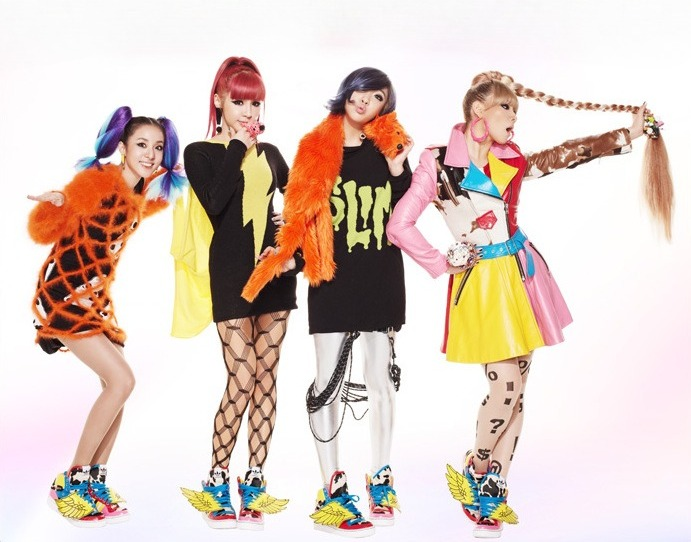
2NE1 просувають японський камбек «Go Away», 2011 рік.

Гурт випустив другий мініальбом 2NE1 (2011), з хітами «Lonely», «I Am the Best» та «Ugly», а також ще одним хітом «Hate You». Сольний сингл Бом «Don't Cry» також був на першому місці протягом двох тижнів поспіль. Мініальбом був успішним, очоливши Gaon Music Chart та продавши понад 108 000 копій. Журнал Spin поставив мініальбом на шосте місце серед найкращих поп альбомів 2011 року, випередивши альбоми Coldplay, Еллі Голдінг та Ріанни. Наприкінці серпня 2NE1 почали свій тур Nolza з сольного концерту у Сеулі, в Olympic Hall. Спочатку концерти запланували на 27 і 28 серпня, але квитки на обидві дати миттєво розійшлися, тому додали третій концерт 26 серпня. Сингли з другого мініальбому стали одними з найпопулярніших пісень року в Південній Кореї. Три з них потрапили до топ-10 чарту Gaon, тож за підсумками 2011 року: «Lonely» на четвертому місці, «Don't Cry» на п'ятому та «I Am the Best» на сьомому.
19 та 20 вересня 2NE1 розпочали японський етап свого туру Nolza на Yokohama Arena перед випуском японського варіанту мініальбому 2NE1 21 вересня 2011 року. Він розійшовся тиражом понад 48 000 копій та очолив чарт альбомів Oricon, зробивши 2NE1 другим південнокорейським дівочим гуртом, якому вдалося це. Також були випущені японські версії пісень «I Am the Best», «Hate You», «Go Away» та «Lonely». У жовтні того ж року програма MTV Iggy провели глобальний конкурс, в якому 10 гуртів з усього світу змагалися у голосуванні за звання «Best New Band». 10 листопада 2011 року, з піснею «I Am the Best» гурт отримав цей титул, що було їхньою першою американською нагородою. У грудні 2NE1 приїхали до Нью-Йорка та виступили на Таймс-Сквер, щоб отримати нагороду, де їх назвали «безпрецедентною фігурою на сьогоднішній сцені кпоп-музики». Наприкінці 2011 року 2NE1 номінували на премію Japan Record Award в категорії «Best New Artist», програвши японському дівочому гурту Fairies.

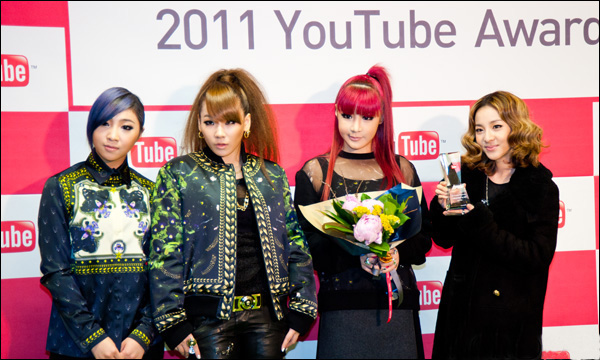
2NE1 на YouTube K-pop Awards у листопаді 2011 року.

28 березня 2012 року 2NE1 випустили свій перший повноформатний японський альбом Collection з другим японським синглом «Scream». До альбому увійшли японські версії їхніх корейських пісень, наприклад «Love Is Ouch», «Fire» та «I Don't Care», а також кавер-версія «Like A Virgin» — хіта Мадонни 1984 року. Згідно з музичним сайтом Oricon, альбом випустив декілька видань, що включають DVD, яке містить японські та корейські відеокліпи гурту. Альбом посів 5 місце в Oricon Daily Chart та проданий тиражем понад 32 000 копій в Японії. Пізніше того ж року 2NE1 запросили виступити на фестивалі Springroove 2012 в Японії разом з американськими та японськими хіп-хоп виконавцями. Минулого року 2NE1 та підгрупу GD & TOP також запрошували виступити на фестивалі, але його скасували через японський землетрус та цунамі. 2NE1 теж співпрацювали з японським хіп-хоп гуртом M-Flo для пісні «She's So (Outta Control)», що увійшла до шостого студійного альбому M-Flo Square One. 29 лютого пісня була випущена як головний сингл альбому та досягла 43 місця в Billboard Japan Hot 100.
У травні 2012 року 2NE1 виступили на церемонії відкриття Міжнародної Визнаної Виставки Expo 2012 в Йосу. На знак визнання їхнього унікального музичного стилю, моди та внеску в глобальне поширення халлю, Cheil Communications обрали 2NE1 для виступу, від імені міжнародних експертів з реклами та комунікацій на найбільшій у світі рекламній події: Міжнародному фестивалі творчості Cannes Lions; 23 червня гурт завершив свої японські промоакції виступом на церемонії вручення нагород MTV Video Music Awards Japan 2012, що відбулася в Makuhari Messe, де вони отримали нагороду «Best New Artist Video» за пісню «I Am the Best». 5 липня 2012 року в Кореї випустили сингл «I Love You», що не увійшов до альбому, й очоливши чарт Gaon та ставши шостим синглом під номером один.
Наприкінці липня 2NE1 вирушили у своє перше світове концертне турне й друге взагалі — «New Evolution Global Tour». Тур включав 16 концертів у різних країнах Азії та Північної Америки з липня по грудень й став першим світовим турне дівочого кпоп гурту. Після концерту в Лос-Анджелесі в Nokia Theatre L.A Live, 2NE1 стали першим дівочим кпоп гуртом, що потрапив до списку Billboard Current Box Score, посівши 29 місце, отримавши понад 650 000 доларів за продажу квитків на розпроданий концерт. Учасники The Black Eyed Peas, Will.i.am, Apl.de.ap та голова Interscope Records, Джиммі Йовін були присутні на концерті. Невдовзі після завершення туру 2NE1 та Big Bang потрапили до списку MTV Style «Best Band Style of 2012»; два гурти YG Entertainment стали єдиними азійськими колективами, що потрапили до першої десятки, до якої увійшли західні гурти One Direction, The Wanted, Backstreet Boys, Spice Girls, Destiny's Child, Fun та No Doubt.

## Учасниці

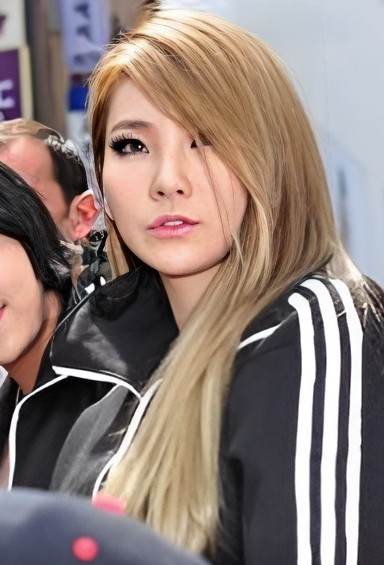
CL
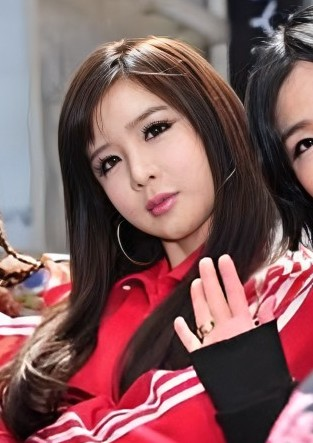
Бом
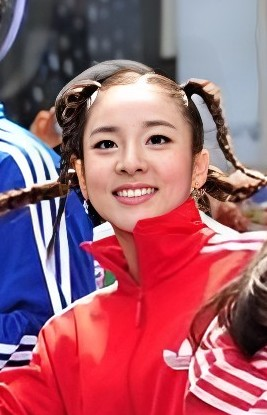
Дара
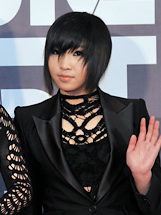
Мінзі

| Сценічне ім'я | Сценічне ім'я | Сценічне ім'я | Справжнє ім'я | Справжнє ім'я | Справжнє ім'я | Дата народження              | Позиція в гурті                                                 | Громадянство   |
| Українською   | Латиницею     | Хангилем      | Українською   | Латиницею     | Хангилем      | Дата народження              | Позиція в гурті                                                 | Громадянство   |
| ------------- | ------------- | ------------- | ------------- | ------------- | ------------- | ---------------------------- | --------------------------------------------------------------- | -------------- |
| CL            | CL            | 씨엘          | Лі Черін      | Lee Chaerin   | 이채린        | 26 лютого 1991 (34 роки)     | Лідерка, головна реперка, ведуча вокалістка, ведуча танцюристка | Південна Корея |
| Бом           | Bom           | 봄            | Пак Бом       | Park Bom      | 박봄          | 24 березня 1984 (41 рік)     | Головна вокалістка                                              | Південна Корея |
| Дара          | Dara          | 다라          | Пак Сандара   | Bak Sandara   | 박산다라      | 12 листопада 1984 (40 років) | Вокалістка, саб-реперка                                         | Південна Корея |
| Мінзі         | Minzy         | 민지          | Гон Мінчжі    | Gong Minji    | 공민지        | 18 січня 1994 (31 рік)       | Головна танцюристка, вокалістка, реперка, макне                 | Південна Корея |

## Дискографія
Докладніше: Дискографія 2NE1
Дискографія гурту налічує три студійні альбоми:
- To Anyone (2010 року)
- Collection[en] (2012 року)
- Crush[en] (2014 року)

## Фільмографія
- Style (камео) (2009)
- Girlfriends (камео) (2009)
- 2NE1TV (2009)
- 2NE1TV Season 2 (2010)
- 2NE1TV Live: Worldwide (season 3) (2011)
- America's Next Top Model CBSTV (2014)
- The Bachelor — Juan Pablo (2014)
- The Tim Yap Show (2014)

## Тури

### Концертні тури
- Nolza! (2011)
- New Evolution Global Tour (2012)
- All or Nothing World Tour (2014)

### Інші концерти
- YG Family Concert (2010)
- YG Family 15th Anniversary Concert (2011—2012)
- YG Family World Tour: Power (2014)